# San Julián Tierra Blanca
San Julián Tierra Blanca är en ort i Mexiko.   Den ligger i kommunen Santa Cruz de Juventino Rosas och delstaten Guanajuato, i den centrala delen av landet, 240 km nordväst om huvudstaden Mexico City. San Julián Tierra Blanca ligger 1 733 meter över havet och antalet invånare är 478.
Terrängen runt San Julián Tierra Blanca är platt åt sydost, men åt nordväst är den kuperad. Runt San Julián Tierra Blanca är det tätbefolkat, med 411 invånare per kvadratkilometer. Närmaste större samhälle är Salamanca, 15,7 km väster om San Julián Tierra Blanca. Trakten runt San Julián Tierra Blanca består till största delen av jordbruksmark.